# Parque Natural Municipal de Jacarenema
O Parque Natural Municipal de Jacarenema ou Reserva Ecológica Estadual de Jacarenema é uma área protegida situada no município de Vila Velha, no estado do Espírito Santo. A reserva abrange todo o estuário do Rio Jucu, contando com vegetação de mangues, restinga e remanescentes da mata atlântica.

## Histórico
A origem do topônimo Jacarenema remonta aos tempos pré-cabralinos. De origem Tupi, o termo refere-se a um jacaré de mau cheiro, designação dada pelos povos temiminós que viviam nas regiões costeiras entre os atuais estados do Rio de Janeiro e Espírito Santo.
Até a década de 1950, quando ainda não se observava grande urbanização no município de Vila Velha, os arredores da mata de Jacarenema eram ocupados pela vila de pescadores da Barra do Jucu e fazendas. Relatos anteriores de cientistas como o príncipe e naturalista alemão Maximiliano de Wied-Neuwied, por exemplo, registram como "uma bela mata virgem, que se estende em direção à Vila Velha do Espírito Santo" a situação em que se encontrava a região de Jacarenema durante o século 19. Ainda de acordo com o naturalista, uma variada fauna habitava a região, como uma variedade enorme de pássaros, exemplares de saguis, ouriços e até mamíferos maiores, como veados.
Entretanto, a industrialização de Vitória e de seus municípios limítrofes ocorrida a partir da década de 1950, incentivou a predação desta e de outras áreas naturais costeiras destas regiões. De início, a vegetação original de Jacarenema foi desmatada para a produção de carvão vegetal, que alimentava os fornos da então Companhia Ferro e Aço de Vitória. Em um segundo momento, os loteamentos e assentamentos desordenados oriundos da explosão populacional que sofreu a Região Metropolitana de Vitória nas décadas de 1970 e 1980, desmataram e ocuparam as bordas da atual área de preservação.

### Criação da Unidade de Conservação
Em 1989, a Assembleia Estadual Constituinte promulgou a Constituição Estadual do Espírito Santo. Este documento trazia uma lista de regiões no estado, dentre elas Jacarenema, que deveriam ser protegidas como meio de tombamento da mata atlântica e seus ecossistemas associados. Assim, em julho de 1994, o poder executivo do Governo do Espírito Santo foi autorizado a iniciar os estudos de implantação para a criação da futura área de conservação, o que só aconteceu, de fato, três anos depois, em julho de 1997, com a Lei Estadual Nº 5.427, que criou a Reserva Ecológica Estadual de Jacarenema.
A criação desta unidade de conservação se destinava, dentre outras coisas, a "proteger a área litorânea [...] contra o desmatamento [...] e a ocupação da área por agentes poluidores e degradadores", além de "propiciar o processo reprodutivo entre as diferenças espécies da fauna e flora locais, preservando-as da extinção".
Nos anos que se seguiram, a Prefeitura Municipal de Vila Velha emitiu sucessivas leis que criaram o Parque Natural Municipal de Jacarenema e autorizaram a desapropriação dos terrenos, delimitando assim as bordas atuais do parque, em partes sobrepostas aos limites anteriores.
Localizada próxima a Barra do Rio Jucu em Vila Velha, possui uma vegetação de restinga de Mata Atlântica que é considerada estar em bom estado de conservação. O principal acesso à reserva é o Balneário da Baía, próximo à Ponte da Madalena, Toda a reserva ecológica de Jacarenema é conhecida como Reserva Ecológica Estadual de Jacarenema, conforme Decreto Municipal N º 056/83.
A reserva foi criada para proteger os animais do manguezal, hoje ela estuda o rio Jucu
A lei estadual 5.427/1997 que criou a Reserva Ecológica de Jacarenema é de iniciativa  do deputado Claudio Vereza e foi sancionada pelo então governador Vitor Buaiz. A lei tem anexo com a delimitação prevista na época. Hoje essa lei está em desacordo com o SNUC - Sistema Nacional de Unidades de Conservação, que não previu o tipo de unidade "Reserva Ecológica Estadual", mas isto pode ser corrigido.